# Адиб-аль-Мемалик
Адиб-аль-Мемалик (Садик-хан-Фера-хани, 1861—1917) — ирано-азербайджанский поэт.
Начал литературную деятельность как придворный поэт. В 1898 году приступил в Тебризе к изданию еженедельной газеты «Адаб», где помещал свои стихи и статьи.
В 1903 году редактирует в Тегеране официальную газету «Иран-и-Султани». В 1905 году — редактор прогрессивной ирано-азербайджанской газеты «Иршад», в Баку. В дальнейшем — один из крупнейших поэтов и публицистов 1905—1906 годов.
В 1906 году — редактор персидской газеты «Меджлис». Адиб-аль-Мемалик — один из первых персидских поэтов реалистического творчества.
Сочинения Адиб-аль-Мемалика не изданы отдельным произведением.